# Trinh T. Minh-ha
Trinh T. Minh-ha (wiet. Trịnh Thị Minh Hà; ur. 1952 w Hanoi) – wietnamska twórczyni filmów, pisarka, teoretyk literatury, kompozytorka i profesor. Swój pierwszy film stworzyła w 1982 roku i nosi on tytuł Reassemblage Jest znana również z filmu Surname Viet Given Name Nam z 1985 roku. Otrzymała kilka nagród i stypendiów, w tym nagrodę National Independent Filmmaker czy Maya Deren Award oraz stypendia od Fundacji Johna Simona Guggenheima, National Endowment for the Arts i California Arts Council. Jej filmy były tematem dwudziestu retrospektyw.
Jest profesorem gender studies oraz retoryki na Uniwersytecie Kalifornijskim w Berkeley. Prowadzi kursy poświęcone polityce płci w kontekście polityki kulturalnej, postkolonialności, współczesnej teorii krytycznej i sztuki. Seminaria, które organizuje dotyczą teorii i badań krytycznych, polityki kulturowej, teorii feminizmu, teorii i estetyki filmu oraz autobiografii.
Jej wietnamskie dziedzictwo, a także lata spędzone w Afryce Zachodniej, Japonii i Stanach Zjednoczonych wpłynęły na pracę Trinh, w szczególności na politykę kulturalną. Nie określa się jedynie jako Azjatka lub Amerykanka. Mówi o sobie bardziej w kontekście „całej Azji, której dziedzictwo kulturowe wykracza poza granice narodowe”. Konceptualizacja dziedzictwa kulturowego, które ma przekraczać granice, jest tym, co ją zajmuje i ma duże znaczenie dla jej twórczości jako filmowca i teoretyka literatury.

## Biografia
Trinh T. Minh-ha urodziła się w 1952 w Hanoi. Wychowała się w Wietnamie Południowym podczas wojny w Wietnamie. Studiowała między innymi grę na fortepianie i kompozycję muzyczną w Narodowym Konserwatorium Muzyczno-Teatralnym w Sajgonie. Trinh wyemigrowała do Stanów Zjednoczonych w 1970 roku. Studiowała tam kompozycję muzyczną, etnomuzykologię i literaturę francuską na Uniwersytecie Illinois w Champaign-Urbana, gdzie uzyskała doktorat. Od 1994 r. była profesorem na Wydziale Gender & Women Studies na Uniwersytecie Kalifornijskim w Berkeley, a od 1997 r. Na Wydziale Retoryki. Wykładała również na Harvardzie, Smith, Cornell, Uniwersytecie Stanowym w San Francisco, Uniwersytecie w Illinois, Uniwersytecie Ochanomizu w Japonii i Narodowym Konserwatorium Muzyki w Senegalu.

## Teoria literatury
Prace Trinh na temat teorii literatury wymykają się narodowym granicom i pojedynczym definicjom. Skupia się na tematach interakcji międzykulturowych, przemian, produkcji i postrzegania różnicy oraz przecięcia technologii i kolonizacji. Wpływ, jaki technologia i cyberprzestrzeń wywarły na „tworzenie i demaskowanie tożsamości” był głównym tematem jej ostatnich prac. Dla Trinh pojęcie „gdzie indziej” (temat jej książki z 2010 roku) miesza się z ideą „niewłaściwego innego” (ang: "inappropriate/d other"). Chociaż ukuła ten termin w latach osiemdziesiątych, „niewłaściwy inny” nadal ma znaczenie w jej twórczości, zarówno jako filmowca, jak i krytyka, ze względu na skupienie się na podmiotowości liminalnej.

### Lovecidal(2016)
Lovecidal to najnowsza książka Trinh opublikowana w lipcu 2016 roku. Oferuje liryczną i filozoficzną refleksję nad globalnym stanem niekończącej się wojny, od interwencji wojskowej USA w Iraku i Afganistanie po aneksję Tybetu przez Chiny oraz zamieszki rasowe w Stanach Zjednoczonych. Koncentruje się na dynamice oporu ludzi wobec aktów militaryzmu i inwigilacji, a także mediów społecznościowych i ich zdolności do informowania i mobilizowania obywateli na całym świecie. Książka skupia się na tym, co Trinh opisuje jako „przejściową linię między wygraną a przegraną”, gdzie konflikty są mętne, zwycięstwa nie są jasne, a jedynym zwycięzcą jest sama wojna. Chociaż „choroba” globalnego militaryzmu i potrzeba ogłoszenia zwycięstwa nadal się rozwijają, pojawiły się silne formy sprzeciwu, aby stawić mu czoła, umożliwiając pozornie bezsilnym zdobycie własnych „zwycięstw”.

### Elsewhere, Within Here: Immigration Refugeeism and the Boundary Event(2010)
Elsewhere, Within Here: Immigration Refugeeism and the Boundary Event (2010) jest zbiorem esejów. Trinh skupia się na doświadczeniach, kontekstach społecznych i historiach poszczególnych osób, aby zwrócić uwagę na połączenia, które istnieją w sytuacjach granicznych i naświetlić podobieństwa w pozornie odmiennych przestrzeniach.
Część I: „The Traveling Source” bada pojęcia domu, migracji i przynależności poprzez doświadczenia i historie poszczególnych osób.
Część II: „Boundary Event: Between Refuse and Refuge”, skupia się na polityce reprezentacji, wielorakich sposobach poznania oraz możliwościach, które pojawiają się dzięki performansowi i innym formom kreatywności.
Część III: „No End in Sight”, ilustruje namnażanie się systemów władzy i ucisku, a także sposoby, które umożliwią walkę z nimi – są to np. kreatywność, opowiadanie historii i uczenie się.

### When the Moon Waxes Red(1991)
When the Moon Waxes Red: Representation, Gender and Cultural Politics  wyzywa patriarchalne ideologie i feministyczny opór, aby zwróciły uwagę na wielokrotnie marginalizowany temat. Zbiór esejów opisuje stanowisko podmiotu o wielu wyrazach, którego liminalna i zmienna egzystencja powinna zostać wykorzystana do zakłócenia i zmiany istniejącej ideologii. Eseje dotyczą teorii filmu, feminizmu oraz artystów i krytyków z Trzeciego Świata.
W pierwszej części esejów Trinh krytykuje tradycję filmu dokumentalnego i jego zwodnicze praktyki. Twierdzi, że filmy dokumentalne o krajach Trzeciego Świata istnieją po to, by propagować subiektywną prawdę pierwszego świata. Film stawia dokumentalistów przeciwko rozmówcom, tworząc dynamikę władzy, w której ci ostatni są uzależniani od pierwszych, jeśli chcą, żeby ich głos był słyszalny. Często orientalizm i patriarchat zdają się  być tuszowane w filmach dokumentalnych, mimo tego, że są w nich obecne.
W drugiej części esejów Trinh pyta innych teoretyków i artystów o ograniczenie wielokrotnie marginalizowanego tematu do pewnych kategorii. Uważa, że badani w przestrzeni pełnoekranowej powinni być w stanie tworzyć nowe sposoby myślenia bez recyrkulacji wcześniejszych pozycji władzy. W tej przestrzeni krytyk Trzeciego Świata jest jednocześnie częścią i zewnętrznym obserwatorem kultury. Praca Trinh odpowiada na  pytanie, jak tworzyć bez rozpowszechniania dominującej ideologii.
W trzeciej części esejów autorka opowiada się za niebinarną opozycją polityki wobec dominującej ideologii. Trinh ostrzega czytelnika, aby „pokazywał i uświadamiał, jak działają patriarchat ideologiczny i hegemonia”, zwłaszcza gdy niektóre elementy pozostają żywe, nawet kiedy przychodzą nowe reprezentacje ideologii.

### Woman, Native, Other: Writing Postcoloniality and Feminism(1989)
W Woman, Native, Other Trinh koncentruje swoją pracę na tradycji ustnej – rodzinie, sobie i kulturze. Trinh twierdzi, że teoria ludu jest bardziej inkluzywna. Trinh proponuje czytelnikowi oduczenie się wpojonej wiedzy i sposobów konstruowania rzeczywistości. W pierwszym rozdziale bada kwestie języka, pisania i tradycji ustnej. Sugeruje krytyczne podejście do „dobrze napisanego” i znajomość różnicy między „kobietą pisaną” a „kobietą piszącą”. W drugim rozdziale Trinh wykorzystuje antropologię do odrzucenia zachodnich i męskich ideologii. Z jej opowieściami i krytykami mieszają się obrazy kolorowych kobiet z filmów Trinh. Zawiera historie wielu kobiet, takich jak Audre Lorde, Nellie Wong i Gloria Anzaldua, aby zwiększyć etniczną i semiotyczną geografię swojej pracy, a także pokazać niebinarne podejście, które utrudnia reprezentowanie różnorodnych „innych ”.

## Filmy

### Reassemblage(40 minut, 1982)
Reassemblage (czasami określany jako Re: assemblage) to pierwszy 16 mm film Trinh T. Minh-ha. Został nakręcony w Senegalu i wydany w 1982 roku. Film jest zbitkiem ulotnych obrazów z Senegalu i nie zawiera narracji, choć zdarzają się sporadyczne wypowiedzi Trinh T. Minh-ha. Żadna z  wypowiedzi nie nadaje scenom znaczenia. Jest muzyka, cisza, czasem Trinh ogląda film, odmawiając zrobienia filmu „o kulturze”.

### Naked Spaces: Living is Round(135 min, 1985)
W Naked Spaces: Living Is Round, Trinh T. Minh-ha omawia Reassemblage. W Reassemblage badała tematy identyfikacji postkolonialnej i geopolityczny aparat pozbawiania mocy, aby stworzyć etnograficzny film-esej o tożsamości, niemożności tłumaczenia i przestrzeni jako formie reprezentacji kulturowej.
W Naked Spaces kadry ponownie przedstawiają walkę i opór wobec mistyfikacji i egzotyzacji życia w Afryce. Obrazy sugerują proces interpretacji jako wyjaśnienie, które ma opierać się zalecanym założeniom i utrwalaniu stereotypów, jak zapowiada się we wstępie: „Nie opisuje, nie dostarcza informacji, nie jest interesujący”.

### Surname Viet Given Name Nam(108 min, 1989)
Surname Viet Given Name Nam nie zostało wyprodukowane w Wietnamie. Film składa się z kronik filmowych i materiałów archiwalnych, a także drukowanych informacji i zawiera wywiady z pięcioma współczesnymi Wietnamczykami mieszkającymi w USA, a także „wywiady inscenizowane” z tymi samymi kobietami recytującymi angielskie tłumaczenia wywiadów (pierwotnie opublikowane w języku francuskim) z kobietami w Wietnamie. Według Trinh film „pozwala praktyce wywiadów wejść w grę prawdy i fałszu, realności i inscenizacji”. Różnice między nimi i tym samym zajmują się niewidzialnością polityki wywiadów i reprezentacji w ogóle. Film zadaje widzowi pytanie o rozważenie takich kwestii, jak tożsamość mnoga, fikcje związane z technikami dokumentalnymi i film jako tłumaczenie. Surname Viet Given Name Nam, spotkał się z dużym zainteresowaniem, w tym zdobył nagrodę Blue Ribbon Award na festiwalu American Film and Video.

### Shoot for the Contents(102 min, 1991)
Shoot for the Contents odnosi się częściowo do chińskiej gry w zgadywanie. Jest to wyjątkowy labirynt alegorycznego nazywania i opowiadania historii w Chinach. Film rozważa kwestie władzy i zmian, polityki i kultury, wynikające z wydarzeń na placu Tian’anmen. Tytuł żongluje dokumentalnymi koncepcjami dotarcia do prawdy: „Shoot for the Contents”. Jednocześnie kwestionuje sam siebie – "guess what's in this film" (ang. „zgadnij, co jest w tym filmie”). Film bada proces powstawania filmu. W jego treść zręcznie wplecione zostały chińskie piosenki popularne muzyka klasyczna, wypowiedzi Mao i Konfucjusza, kobiece głosy, słowa artystów, filozofów i innych pracowników. Wielopłaszczyznowe nakładanie się obrazów i dźwięków po raz kolejny dotyka tematów poruszonych przez Trinh we wcześniejszym filmie (Surname Viet Given Name Nam) o wielości tożsamości i polityce reprezentacji, w tym przypadku ponownej prezentacji Chin. Delikatna równowaga między przeoczeniem a przedstawieniem oraz gra z kolorami, rytmem i zmieniającą się relacją między uchem a okiem sugerują zmiany interpretacji we współczesnej chińskiej kulturze i polityce. Za ten film Trinh zdobyła nagrodę the Excellence in Cinematography w 1992.

### A Tale of Love(108 min, 1995) (fikcja)
Dziesiąty film Trinh T. Minh-ha, A Tale of Love, jest luźno oparty na wietnamskim poemacie The Tale of Kieu, narodowym poemacie miłosnym napisanym w XIX wieku, który opowiada o nieszczęściach Thúy Kiều, utalentowanej, młodej kobiety, która poświęciła swoją „czystość”, prostytuując się, aby ocalić swoją rodzinę. Wiersz był powszechnie uważany za metaforę często najeżdżanego Wietnamu. Film opowiada historię wietnamskiej imigrantki Kieu, niezależnej pisarki, która boryka się pomiędzy wymogami nowego życia w Ameryce, pozostawioną przez siebie rodziną i własnymi ambicjami. Był to pierwszy pełnometrażowy film Minh-ha nakręcony w 35 mm.

### The Fourth Dimension(87 min, wersja cyfrowa, 2001)
The Fourth Dimension to pierwsze cyfrowe wideo Trinh. To eksploracja czasu poprzez rytuały nowej technologii, życia codziennego i tego, co jest rozumiane jako rytuał konwencjonalny, w tym festiwale, obrzędy religijne i przedstawienia teatralne. Film uświadamia widzom, że „na końcu” „to, co zmysłowe przenosi się na ekran”, to nie „Japonia, ale ekspansywna rzeczywistość Japonii jako obrazu i światła w czasie”. Tutaj podróż przez Japonię to kamera, film z podróży kadrów, w którym wizualna maszyna rytualizuje podróż. Obrazy, które ożywają w czasie, są również ujęte w czasie w filmie; to tutaj spotykają się rzeczywistość i wirtualnność – czwarty wymiar. W procesie rytualizacji obrazów „rytuałów Japonii” jest to spotkanie siebie z innymi, człowiekiem i maszyną, widzem i obrazem, faktem i fantazją, ogniwem, w którym możliwa jest przeszłość i teraźniejszość.

### Night Passage(98 min, cyfrowa, 2004) (fikcja)
Night Passage to eksperymentalne, liryczne dzieło cyfrowe. Zainspirowany Milky Way Railroad Kenjiego Miyazawy, podąża za trzema młodymi przyjaciółmi podróżującymi pociągiem między życiem a śmiercią. Kontynuując tematyczne zainteresowanie Minh-ha kadrowaniem, wraz ze współreżyserem i producentem Jeanem Paulem Bourdierem badają doświadczenia snów przez okno pociągu. Podobnie jak w przypadku The Fourth Dimension, Minh-ha wyjaśnia swoje zainteresowanie produkcją cyfrową jako kwestię zaangażowania z szybkością i nowymi sposobami widzenia. Jak powiedziała w rozmowie z Elizabeth Dungan, „... kwestia nie polega na stworzeniu nowego obrazu, ale na skłanianiu, ułatwianiu i zachęcaniu do nowego spojrzenia… Najwyższa prędkość w obrazowaniu cyfrowym to wciąż szybkość”. Przez Night Passage Minh-ha i Bourdier medytują nad liminalnymi przestrzeniami i tożsamościami oraz procesami kina cyfrowego.

### Forgetting Vietnam(90 minut, cyfrowa, 2015)
Najnowsze wideo Trinh T. Minh-ha, Forgetting Vietnam, to liryczny esej, który łączy w sobie mity, performance, obrazy współczesnego życia Wietnamczyków i eksplorację pamięci kulturowej. Opierając się na elementach, które tworzą wietnamski termin „kraj” istniejący między lądem a wodą, Forgetting Vietnam bada, jak lokalni mieszkańcy, imigranci i weterani rozumieją i pamiętają. W całym filmie toczy się wciąż rozwijająca się rozmowa między mitem a 40. rocznicą wojny w Wietnamie. Film został nakręcony w 1995 roku na HI-8, a w 2012 roku w jakości HD i SD. Wspólne edytowanie tych dwóch różnych formatów działa w filmie w celu zakwestionowania koncepcji czasu liniowego i „postępu”.

## Publikacje
- Un art sans oeuvre, ou, l'anonymat dans les arts contemporains (International Book Publishers, Inc., 1981)
- African Spaces – Designs for Living in Upper Volta (in coll. with Jean-Paul Bourdier, Holmes & Meier, 1985)
- En minuscules (book of poems, Edition Le Meridien, 1987)
- Woman, Native, Other. Writing postcoloniality and feminism (Indiana University Press, 1989)

- Out There: Marginalisation in Contemporary Culture (co-editor with Cornel West, R. Ferguson & M. Gever. New Museum of Contemporary Art and M.I.T. Press, 1990)
- When the Moon Waxes Red. Representation, gender and cultural politics (Routledge, 1991)

- Framer Framed (Routledge, 1992)
- Drawn from African Dwellings (in coll. with Jean-Paul Bourdier, Indiana University Press, 1996)
- Cinema Interval (Routledge, 1999)
- Trinh T. Minh-ha / Secession (Secession, 2001)
- The Digital Film Event (Routledge, 2005)
- Habiter un monde (in coll. with Jean-Paul Bourdier, Editions Alternatives, 2005)
  - Angielskie wydanie: Vernacular Architecture in West Africa: A World in Dwelling (in coll. with Jean-Paul Bourdier, Routledge, 2011)

- Elsewhere, Within Here: Immigration, Refugeeism and the Boundary Event (Routledge, 2011)

- D-Passage: The Digital Way (Duke University Press, 2013)
- Lovecidal: Walking with the Disappeared (Fordham University Press, 2016)